# Piotr Żabicki
Piotr Żabicki herbu Prawdzic (zm. ok. 1648 roku) – kasztelan liwski w 1627 roku, podkomorzy liwski w 1626 roku.
Poseł ziemi liwskiej na sejm warszawski 1626 roku.
Jako senator był obecny na sejmach: 1627, 1628, 1631, 1632 (II), 1632 (III), 1637 (I), 1638, 1641, 1642, 1643, 1645, 1646 o 1647 roku. Na sejmie 1627 roku wyznaczony z Senatu do lustracji królewskich dóbr stołowych w Wielkopolsce. Podpisał pacta conventa Władysława IV Wazy w 1632 roku. Na sejmie zwyczajnym 1635 roku wyznaczony z Senatu do lustracji dóbr królewskich na Rusi i Wołyniu. 